# شهرستان التمریه، عراق
شهرستان التمریه یک شهرستان‌های عراق در عراق است که در استان بغداد واقع شده‌است.